# Mickey Mouse Works
Mickey Mouse Works è una serie animata statunitense prodotta da Walt Disney Television Animation con protagonisti Topolino e i suoi amici.  La serie fu trasmessa negli Stati Uniti sulla ABC il sabato mattina nel blocco di programmazione Disney's One Saturday Morning, in 25 episodi divisi in due stagioni: la prima dal 1º maggio al 30 ottobre 1999 e la seconda dal 6 novembre 1999 al 16 dicembre 2000. L'edizione italiana fu trasmessa su Disney Channel dal dicembre 1999 al 2001, e successivamente replicata su Rai 2 e Toon Disney. Benché questa serie animata televisiva Disney presenta alcuni episodi che furono prodotti per la prima volta in alta definizione widescreen, fu sempre trasmessa in 4:3.
Mickey Mouse Works è simile a uno spettacolo di varietà, in cui ogni episodio è diviso in cortometraggi interpretati da Topolino, Minni, Paperino, Paperina, Pippo, Pluto e Pico De Paperis, mentre altri personaggi appaiono in ruoli secondari. I cortometraggi, in parte ispirati a quelli prodotti dalla Disney tra gli anni trenta e cinquanta, furono poi riproposti quasi tutti nella serie televisiva successiva House of Mouse - Il Topoclub.

## Descrizione
Ogni episodio consiste in una varietà di cortometraggi di durata variabile dai novanta secondi ai dodici minuti. Questi cortometraggi possono essere di tre tipi: sketch di 90 secondi, corti di 7 minuti e mezzo con protagonisti determinati personaggi e altri di 12 minuti basati su storie famose e raggruppati sotto il titolo Le avventure della Banda Disney. Quattro segmenti basati sui personaggi sono intitolati "Silly Symphonies", portando avanti la tradizione di quella serie di cortometraggi cinematografici.
Gli sketch della durata di 90 secondi sono raggruppati sotto i seguenti titoli:
- Topolino alla riscossa (Mickey to the Rescue): Topolino cerca di salvare Minni dal nascondiglio pieno di trappole di Pietro Gambadilegno.
- Maestro Minni (Maestro Minnie): Minni dirige un'orchestra di strumenti musicali ribelli antropomorfi.
- Gli sport estremi di Pippo (Goofy's Extreme Sports): Pippo mostra degli sport estremi seguendo il suo narratore.
- Paperino esplosivo (Donald's Dynamite): l'attività di Paperino viene interrotta dall'apparizione di una bomba ben piazzata.
- La casa del genio Pico De Paperis (Von Drake's House of Genius): Pico mostra una sua invenzione che va in tilt.
- Andando a prendere il giornale (Pluto Gets the Paper): Pluto finisce nei guai andando a prendere il giornale per Topolino.

Gli episodi non seguono un programma o una routine stabiliti, tanto che anche la sigla iniziale finisce in modo diverso in ogni episodio: l'unica costante è un'elaborata interruzione di Paperino. Mentre la maggior parte dei cortometraggi coinvolge singoli personaggi, alcuni vedono Topolino, Paperino e Pippo gestire insieme un'azienda.

## Personaggi e doppiatori
| Personaggio         | Doppiatore originale                           | Doppiatore italiano |
| ------------------- | ---------------------------------------------- | ------------------- |
| Topolino            | Wayne Allwine                                  | Alessandro Quarta   |
| Minni               | Russi Taylor                                   | Paola Valentini     |
| Paperino            | Tony Anselmo                                   | Luca Eliani         |
| Paperina            | Diane Michelle (st. 1) Tress MacNeille (st. 2) | Laura Lenghi        |
| Pippo               | Bill Farmer                                    | Roberto Pedicini    |
| Pluto               | Bill Farmer                                    | Marco De Risi       |
| Cip                 | Tress MacNeille                                | Antonella Rinaldi   |
| Ciop                | Tress MacNeille                                | Teo Bellia          |
| Pico De Paperis     | Corey Burton                                   | Gerolamo Alchieri   |
| Pietro Gambadilegno | Jim Cummings                                   | Massimo Corvo       |
| Orazio              | Bill Farmer                                    | Luigi Rosa          |
| Clarabella          | April Winchell                                 | Giovanna Martinuzzi |
| Mortimer Mouse      | Maurice LaMarche                               | Franco Mannella     |
| Qui, Quo e Qua      | Tony Anselmo                                   | Laura Lenghi        |

## Episodi

### Prima stagione
| nº | Titolo originale                                                | Titolo italiano                                                 | Prima TV USA      |
| -- | --------------------------------------------------------------- | --------------------------------------------------------------- | ----------------- |
| 1  | Mickey to the Rescue: Train Tracks                              | Topolino alla riscossa: Snodo ferroviario                       | 1º maggio 1999    |
| 1  | How to Be a Waiter                                              | Il cameriere questo sconosciuto                                 | 1º maggio 1999    |
| 1  | Maestro Minnie: William Tell Overture                           | Maestro Minni: Ouverture della mela di Guglielmo Tell           | 1º maggio 1999    |
| 1  | Donald's Failed Fourth                                          | Picnic con vista... sul retro                                   | 1º maggio 1999    |
| 1  | Roller Coaster Painters                                         | Pennelli sulle montagne russe                                   | 1º maggio 1999    |
| 2  | Goofy's Extreme Sports: Skating the Half Pipe                   | Gli sport estremi di Pippo: Rampeggiando sulla rampa            | 8 maggio 1999     |
| 2  | Mickey's New Car                                                | Auto che vengono, caffettiere che vanno                         | 8 maggio 1999     |
| 2  | Pluto's Penthouse Sweet                                         | Attico bollente                                                 | 8 maggio 1999     |
| 2  | Donald's Shell Shots                                            | Un sorriso forzato                                              | 8 maggio 1999     |
| 3  | Donald's Dynamite: Bowling Alley                                | Paperino esplosivo: Quando esplode una partita!                 | 15 maggio 1999    |
| 3  | Mickey's Airplane Kit                                           | Il regalo ha preso il volo                                      | 15 maggio 1999    |
| 3  | Von Drake's House of Genius: Time Reverser                      | La casa del genio Pico De Paperis: Indietro tutta               | 15 maggio 1999    |
| 3  | Turkey Catchers                                                 | Tacchino a colazione                                            | 15 maggio 1999    |
| 3  | Dance of the Goofys                                             | La danza dei Pippi                                              | 15 maggio 1999    |
| 4  | Pluto Gets the Paper: Spaceship                                 | Andando a prendere il giornale: La nave spaziale                | 22 maggio 1999    |
| 4  | Donald's Rocket Ruckus                                          | Rombo di tuono                                                  | 22 maggio 1999    |
| 4  | Goofy's Extreme Sports: Paracycling                             | Gli sport estremi di Pippo: Il paraciclista                     | 22 maggio 1999    |
| 4  | Organ Donors                                                    | Un organo inorganico                                            | 22 maggio 1999    |
| 4  | Mickey's Mistake                                                | Passeggiando per la via                                         | 22 maggio 1999    |
| 5  | Maestro Minnie: Hungarian Rhapsody No. 6                        | Maestro Minni: Scusi, le piace Brahms?                          | 29 maggio 1999    |
| 5  | How to Be a Spy                                                 | L'agente 000                                                    | 29 maggio 1999    |
| 5  | Donald's Valentine Dollar                                       | Un dollaro d'amore                                              | 29 maggio 1999    |
| 5  | Pluto's Kittens                                                 | Tre mici nella pioggia                                          | 29 maggio 1999    |
| 6  | Von Drake's House of Genius: Remote Controlled Laser Lawn Mower | La casa del genio Pico De Paperis: Tosaerba laser telecomandato | 5 giugno 1999     |
| 6  | Pluto vs. the Watchdog                                          | Il cane da guardia                                              | 5 giugno 1999     |
| 6  | Donald's Dynamite: Opera Box                                    | Paperino esplosivo: Palco all'opera... con bomba                | 5 giugno 1999     |
| 6  | Around the World in Eighty Days                                 | Il giro del mondo in 80 giorni                                  | 5 giugno 1999     |
| 7  | Donald's Dynamite: Fishing                                      | Paperino esplosivo: Il pesce bomba                              | 12 giugno 1999    |
| 7  | Purple Pluto                                                    | Color viola Pluto                                               | 12 giugno 1999    |
| 7  | Von Drake's House of Genius: Money Increaser                    | La casa del genio Pico De Paperis: La macchina fabbrica-soldi   | 12 giugno 1999    |
| 7  | Sandwich Makers                                                 | Gli imbottitori                                                 | 12 giugno 1999    |
| 7  | Pluto's Arrow Error                                             | Una freccia impertinente                                        | 12 giugno 1999    |
| 8  | Mickey to the Rescue: Staircase                                 | Topolino alla riscossa: La scalata della scala                  | 19 giugno 1999    |
| 8  | Pluto Runs Away                                                 | Pluto-talpa                                                     | 19 giugno 1999    |
| 8  | Daisy Visits Minnie                                             | Un ospite nella vasca                                           | 19 giugno 1999    |
| 8  | How to Ride a Bicycle                                           | Il biciclettista                                                | 19 giugno 1999    |
| 9  | Goofy's Extreme Sports: Rock Climbing                           | Gli sport estremi di Pippo: Il rocciatore                       | 11 settembre 1999 |
| 9  | Hansel & Gretel                                                 | Hansel & Gretel                                                 | 11 settembre 1999 |
| 9  | Donald on Ice                                                   | Neve sul ghiaccio                                               | 11 settembre 1999 |
| 9  | Mickey's Mechanical House                                       | La casa automatica                                              | 11 settembre 1999 |
| 10 | Pluto Gets the Paper: Street Cleaner                            | Andando a prendere il giornale: La macchina pulitrice           | 18 settembre 1999 |
| 10 | Donald's Dinner Date                                            | Appuntamento a cena                                             | 18 settembre 1999 |
| 10 | Maestro Minnie: Brahms Lullabye                                 | Maestro Minni: La ninna nanna di Brahms                         | 18 settembre 1999 |
| 10 | Hydro Squirter                                                  | Idrogetto volante non identificato                              | 18 settembre 1999 |
| 10 | Mickey's Piano Lesson                                           | Un gioco da bambini                                             | 18 settembre 1999 |
| 11 | Mickey to the Rescue: Cages and Cannons                         | Topolino alla riscossa: Cannoni e guantoni                      | 25 settembre 1999 |
| 11 | Mickey's Remedy                                                 | La medicina di Topolino                                         | 25 settembre 1999 |
| 11 | Goofy's Extreme Sports: Wakeboarding                            | Gli sport estremi di Pippo: L'acqua-boarding                    | 25 settembre 1999 |
| 11 | A Midsummer Night's Dream                                       | Sogno di una notte di mezza estate                              | 25 settembre 1999 |
| 12 | Pluto Gets the Paper: Bubble Gum                                | Andando a prendere il giornale: La gomma da masticare           | 2 ottobre 1999    |
| 12 | Mickey Tries to Cook                                            | Una sfiziosa cenetta                                            | 2 ottobre 1999    |
| 12 | Donald and the Big Nut                                          | Paperino e la superghianda                                      | 2 ottobre 1999    |
| 12 | Topsy Turvy Town                                                | La città di Soprasotto                                          | 2 ottobre 1999    |
| 13 | Von Drake's House of Genius: Teledinger                         | La casa del genio Pico De Paperis: Il teledrinfono              | 30 ottobre 1999   |
| 13 | How to Haunt a House                                            | Questi fantasmi                                                 | 30 ottobre 1999   |
| 13 | Maestro Minnie: Flight of the Bumblebee                         | Maestro Minni: Il volo del calabrone                            | 30 ottobre 1999   |
| 13 | The Nutcracker                                                  | Lo schiaccianoci                                                | 30 ottobre 1999   |

### Seconda stagione
| nº | Titolo originale                      | Titolo italiano                                          | Prima TV USA      |
| -- | ------------------------------------- | -------------------------------------------------------- | ----------------- |
| 1  | Pluto Gets the Paper: Vending Machine | Andando a prendere il giornale: L'edicola automatica     | 6 novembre 1999   |
| 1  | Donald's Grizzly Guest                | L'ospite irsuto                                          | 6 novembre 1999   |
| 1  | Donald's Dynamite: Snowman            | Paperino esplosivo: Il pupazzo di neve                   | 6 novembre 1999   |
| 1  | Mickey Foils the Phantom Blot         | Topolino batte Macchia Nera                              | 6 novembre 1999   |
| 2  | Daisy's Road Trip                     | In viaggio con Paperina                                  | 4 dicembre 1999   |
| 2  | Goofy's Big Kitty                     | Il grosso micio di Pippo                                 | 4 dicembre 1999   |
| 2  | Relaxing with Von Drake               | Rilassiamoci con Pico De Paperis                         | 4 dicembre 1999   |
| 3  | How to Be a Baseball Fan              | Il perfetto tifoso di baseball                           | 22 gennaio 2000   |
| 3  | Locksmiths                            | Fabbri                                                   | 22 gennaio 2000   |
| 3  | Minnie Takes Care of Pluto            | Minni bada a Pluto                                       | 22 gennaio 2000   |
| 4  | Donald's Dynamite: Magic Act          | Paperino esplosivo: Spettacolo di magia                  | 19 febbraio 2000  |
| 4  | Survival of the Woodchucks            | Prova di sopravvivenza                                   | 19 febbraio 2000  |
| 4  | Mickey's Rival Returns                | Il ritorno del rivale di Topolino                        | 19 febbraio 2000  |
| 4  | Mickey and the Seagull                | Topolino e il gabbiano                                   | 19 febbraio 2000  |
| 5  | Goofy's Radio                         | La radio di Pippo                                        | 11 marzo 2000     |
| 5  | Car Washers                           | Lavatori d'auto                                          | 11 marzo 2000     |
| 5  | Pluto's Seal Deal                     | Pluto e la foca                                          | 11 marzo 2000     |
| 6  | Mickey's Mixed Nuts                   | Topolino e le noci sostituite                            | 15 aprile 2000    |
| 6  | Goofy's Extreme Sports: Shark Feeding | Gli sport estremi di Pippo: Dare da mangiare agli squali | 15 aprile 2000    |
| 6  | Mickey's Mountain                     | La montagna di Topolino                                  | 15 aprile 2000    |
| 6  | computer.don                          | Paperino.com                                             | 15 aprile 2000    |
| 7  | Donald's Halloween Scare              | Paperino e lo spavento di Halloween                      | 20 maggio 2000    |
| 7  | Donald's Lighthouse                   | Il faro di Paperino                                      | 20 maggio 2000    |
| 7  | How to Take Care of Your Yard         | Come coltivare il proprio giardino                       | 20 maggio 2000    |
| 8  | Pluto Gets the Paper: Mortimer        | Andando a prendere il giornale: Mortimer                 | 10 giugno 2000    |
| 8  | Minnie Visits Daisy                   | Minni fa visita a Paperina                               | 10 giugno 2000    |
| 8  | How to Wash Dishes                    | Come lavare i piatti                                     | 10 giugno 2000    |
| 8  | Domesticated Donald                   | Paperino addomesticato                                   | 10 giugno 2000    |
| 9  | Mickey's Mix-Up                       | Il pasticcio di Topolino                                 | 16 settembre 2000 |
| 9  | Whitewater Donald                     | La gita di Paperino                                      | 16 settembre 2000 |
| 9  | Mickey's Christmas Chaos              | Topolino e la gara natalizia                             | 16 settembre 2000 |
| 10 | Donald's Fish Fry                     | Una giornata di pesca                                    | 21 ottobre 2000   |
| 10 | Presto Pluto                          | Pluto prestigiatore a singhiozzo                         | 21 ottobre 2000   |
| 10 | Mickey's Cabin                        | La baita di Topolino                                     | 21 ottobre 2000   |
| 11 | Pluto Gets the Paper: Vending Machine | Andando a prendere il giornale: L'edicola automatica     | 18 novembre 2000  |
| 11 | Mickey's Answering Service            | Agenzia di informazioni                                  | 18 novembre 2000  |
| 11 | Pluto's Magic Paws                    | Le magiche zampe di Pluto                                | 18 novembre 2000  |
| 11 | Mickey's Big Break                    | Il grande guaio di Topolino                              | 18 novembre 2000  |
| 12 | Bird Brained Donald                   | Paperino cervello da uccello                             | 16 dicembre 2000  |
| 12 | How to Be a Gentleman                 | Come diventare un gentiluomo                             | 16 dicembre 2000  |
| 12 | Donald's Pool                         | La piscina di Paperino                                   | 16 dicembre 2000  |

## Edizioni home video
Nessun episodio completo della serie è mai stato pubblicato in home video. Tuttavia, diversi segmenti singoli sono stati pubblicati in VHS o DVD-Video, talvolta nelle versioni tratte dagli episodi di House of Mouse - Il Topoclub.
Lo sketch Maestro Minni: Ouverture della mela di Guglielmo Tell appare all'inizio dell'edizione italiana in VHS di Topolino e la magia del Natale, uscita nel dicembre 1999, come promo per l'imminente trasmissione della serie. Nell'ottobre 2004 fu pubblicata in VHS e DVD in Italia la raccolta Topolino e l'arte del divertimento, che include i seguenti otto corti della serie:
- Una sfiziosa cenetta;
- Un organo inorganico;
- Il regalo ha preso il volo;
- Andando a prendere il giornale: La macchina pulitrice;
- Auto che vengono, caffettiere che vanno;
- Andando a prendere il giornale: La gomma da masticare;
- Il grande guaio di Topolino;
- Il pasticcio di Topolino.[5]

Il giro del mondo in 80 giorni e La casa automatica furono inseriti all'interno del DVD Topolino e il giro del mondo in 80 giorni - Scoprire il mondo della collana educativa Imparare che avventura!, pubblicato in America del Nord il 22 marzo 2005 e in Italia il 20 ottobre. Topolino e le noci sostituite fu pubblicato (col titolo Topolino e il sacchetto di noci) all'interno del DVD Il Natale più bello, uscito in Italia il 2 dicembre 2005. L'11 novembre 2008 fu pubblicato in America del Nord il cofanetto DVD The Chronological Donald: Volume Four della collana Walt Disney Treasures, che include come extra nel secondo disco i seguenti otto corti della serie:
- Paperino cervello da uccello;
- Paperino e la superghianda;
- Appuntamento a cena;
- Picnic con vista... sul retro;
- Rombo di tuono;
- Un sorriso forzato;
- Un dollaro d'amore;
- Prova di sopravvivenza.[9]